# Whiskykrieg

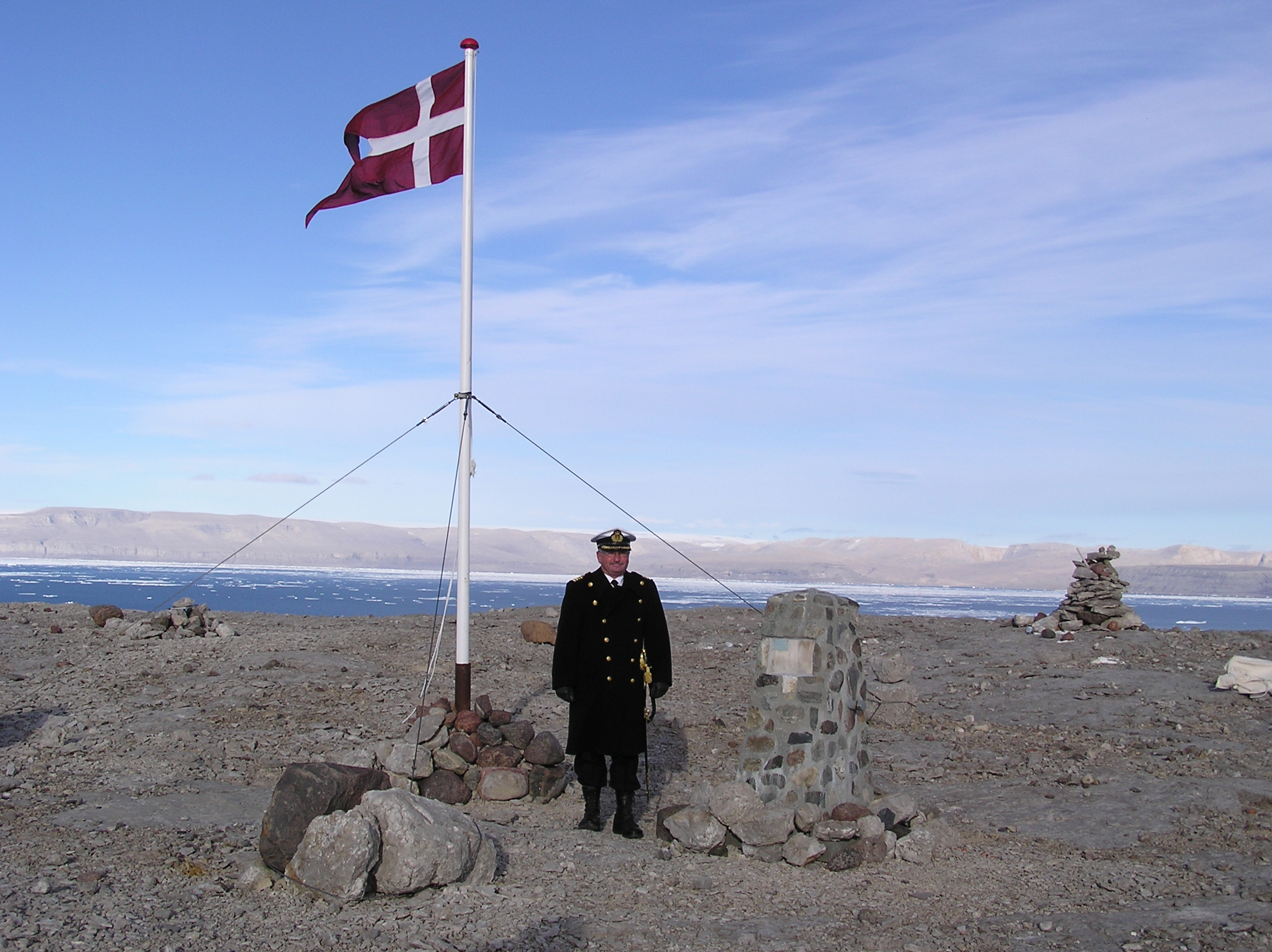
Der Kommandant des dänischen Kriegsschiffes HDMS Triton auf der Hans-Insel im August 2003

Der Whiskykrieg bezeichnet den jahrzehntelangen Streit zwischen Kanada und Dänemark über die Souveränität der Hans-Insel, eine kleine unbewohnte Felseninsel im Arktischen Ozean. Trotz seiner symbolischen Bedeutung wurde der Konflikt in der internationalen Öffentlichkeit wegen seiner humorvollen Inszenierung und friedlichen Lösung bekannt. Die Auseinandersetzung fand 2022 ihr Ende, als die Insel zwischen den beiden Staaten aufgeteilt wurde.

## Geografie der Hans-Insel

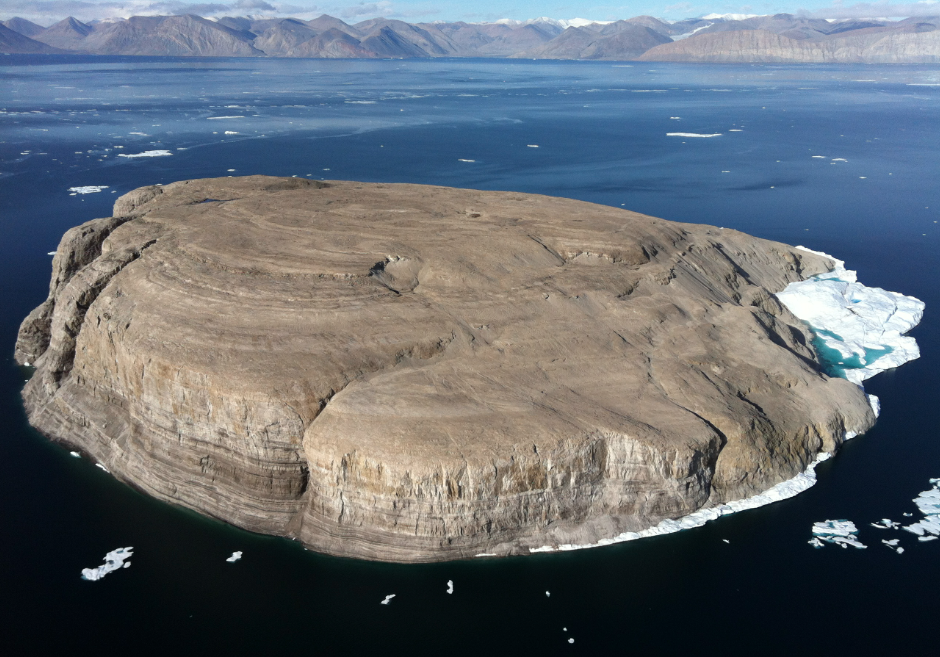
Hans-Insel aus der Luft im August 2012, mit Ellesmere Island im Hintergrund

Die Hans-Insel liegt im Kennedy-Kanal, einem Abschnitt der Nares-Straße zwischen der kanadischen Ellesmere-Insel und Grönland, das zu Dänemark gehört. Die Insel hat eine Fläche von 1,2 Quadratkilometern und ist geologisch von den umliegenden Gebieten geprägt. Sie ist unbewohnt, hat keine nennenswerten Ressourcen und war historisch ein Jagdgebiet der Inuit.

## Ursprung des Konflikts
Der Konflikt begann in den 1970er-Jahren, als Kanada und Dänemark einen Vertrag über die Seegrenze in der Nares-Straße schlossen, sich jedoch nicht auf die Zugehörigkeit der Hans-Insel einigen konnten. Stattdessen entschieden sie, die Frage der Souveränität später zu klären. Die Streitigkeiten wurden in den 1980er-Jahren durch symbolische Handlungen wie das Aufstellen von Flaggen und das Zurücklassen von Alkoholflaschen angeheizt.

## Der Whiskykrieg
Der Begriff „Whiskykrieg“ entstand durch die Praxis beider Länder, bei Besuchen auf der Insel Flaggen zu setzen und nationale Spirituosen zu hinterlassen. Den Anfang machte Dänemark 1984 mit einer Flasche Schnaps und einer Botschaft: „Willkommen auf der dänischen Insel“. Kanada antwortete mit einer Flasche kanadischen Whiskys und eigenen Flaggen. Diese freundliche Rivalität setzte sich bis in die frühen 2000er-Jahre fort, als auch Google-Anzeigen und andere öffentliche Aktionen zur Bewerbung der jeweiligen Ansprüche genutzt wurden.

## Diplomatische Bemühungen und Lösung
In den 2000er-Jahren intensivierten sich die diplomatischen Bemühungen zur Lösung des Konflikts. 2005 trafen sich die Außenminister beider Staaten, um Verhandlungen einzuleiten. Eine wichtige Grundlage bildete die Ilulissat-Erklärung von 2008, die friedliche Lösungen von Territorialkonflikten in der Arktis betonte. Eine gemeinsame Arbeitsgruppe wurde 2018 zur Klärung der Konfliktpunkte eingesetzt.
Im Jahr 2022 einigten sich die beiden Staaten darauf, die Insel entlang einer geologischen Klüftung aufzuteilen. Damit entstand die erste Landgrenze zwischen Kanada und Dänemark. Beide Seiten bezeichneten die Einigung als symbolisch für friedliche Konfliktlösungen.
Der Whiskykrieg war nie ein ernsthafter Konflikt, sondern wurde oft als „Pseudo-Konfrontation“ beschrieben. Dennoch zeigte er, wie selbst geringfügige Streitfragen zwischen zwei Staaten friedlich gelöst werden können. Die Einigung von 2022 gilt als Vorbild für die Lösung anderer arktischer Grenzfragen und betont die Bedeutung der internationalen Zusammenarbeit.